# إدوارد يبرش
إدوارد يبرش (بالإنجليزية: Edward Burch)‏ هو صحفي وكاتب أغاني أمريكي، ولد في 9 يونيو 1968.

## وصلات خارجية
- إدوارد يبرش على موقع ميوزك برينز (الإنجليزية)
- إدوارد يبرش على موقع أول ميوزيك (الإنجليزية)
- إدوارد يبرش على موقع ديسكوغز (الإنجليزية)